# Заскалля (округ Поважська Бистриця)
Заскалля (словац. Záskalie) — село, громада округу Поважська Бистриця, Тренчинський край. Кадастрова площа громади — 2.39 км².
Населення 210 осіб (станом на 31 грудня 2021 року).

## Географія
Протікає Манінський потік. Розташовані природні заповідники Костолецька ущелина і Манінська ущелина.

## Історія
Заскалля згадується 1379 року.

## Населення
| Рік:            | 1994. | 2004.   | 2014.   | 2024.    |
| --------------- | ----- | ------- | ------- | -------- |
| Кількість осіб: | 194   | 185     | 178     | 223      |
| Різниця:        |       | -4,63 % | -3,78 % | +25,28 % |

| Рік:            | 2023. | 2024.   |
| --------------- | ----- | ------- |
| Кількість осіб: | 215   | 223     |
| Різниця:        |       | +3,72 % |